# Война за архив Техаса
Война за архив Техаса — спор 1842 года о перемещении национального архива Республики Техас из Остина в Хьюстон. Спор являлся частью попытки президента республики Сэма Хьюстона перенести столицу.

## Предыстория
В результате образования Республики Техас в 1836 году начали появляться первые документы о работе временного правительства. Документы перемещались одновременно с правительством из города в город из-за наступления мексиканцев в ходе Техасской революции. На момент окончания войны в апреле 1836 года столицей являлся город Вест-Коламбия. Вскоре основные департаменты правительства и архив документов переехали в Хьюстон.

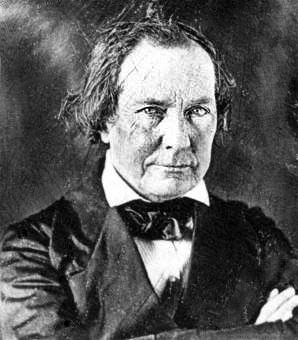
Президент Мирабо Ламар переместил архив в Остин

В 1838 году президентом республики стал Мирабо Ламар. Под его влиянием, Конгресс Техаса санкционировал создание планового города для перемещения туда столицы государства. Остин, новый город, был построен неподалёку от земель нескольких агрессивно настроенных индейских племён, также отсутствовал простой способ доставки в город необходимых товаров. Сторонники переноса столицы указывали, что Остин будет находиться посреди крупных населённых пунктов. Оппозиция же, возглавляемая бывшим президентом Сэмом Хьюстоном, хотела, чтобы столица находилась по месту фактического центра популяции, в районе побережья Мексиканского залива.
Национальный архив переезжал с 26 августа по 14 октября 1839 года, для перевозки использовалось 50 фургонов. Ламар и его кабинет министров прибыли в город 17 октября. В последующие годы Остин пережил несколько набегов команчей. Жители Хьюстона и редакция издания Morning Star пытались использовать факт частых набегов в качестве аргумента для возвращения архива в свой город.
В сентябре 1841 года президентом республики снова стал Сэм Хьюстон, выиграв выборы с большим преимуществом. Его предложения перенести обратно столицу и архивы в Хьюстон были несколько раз отклонены конгрессом.

## Прелюдия

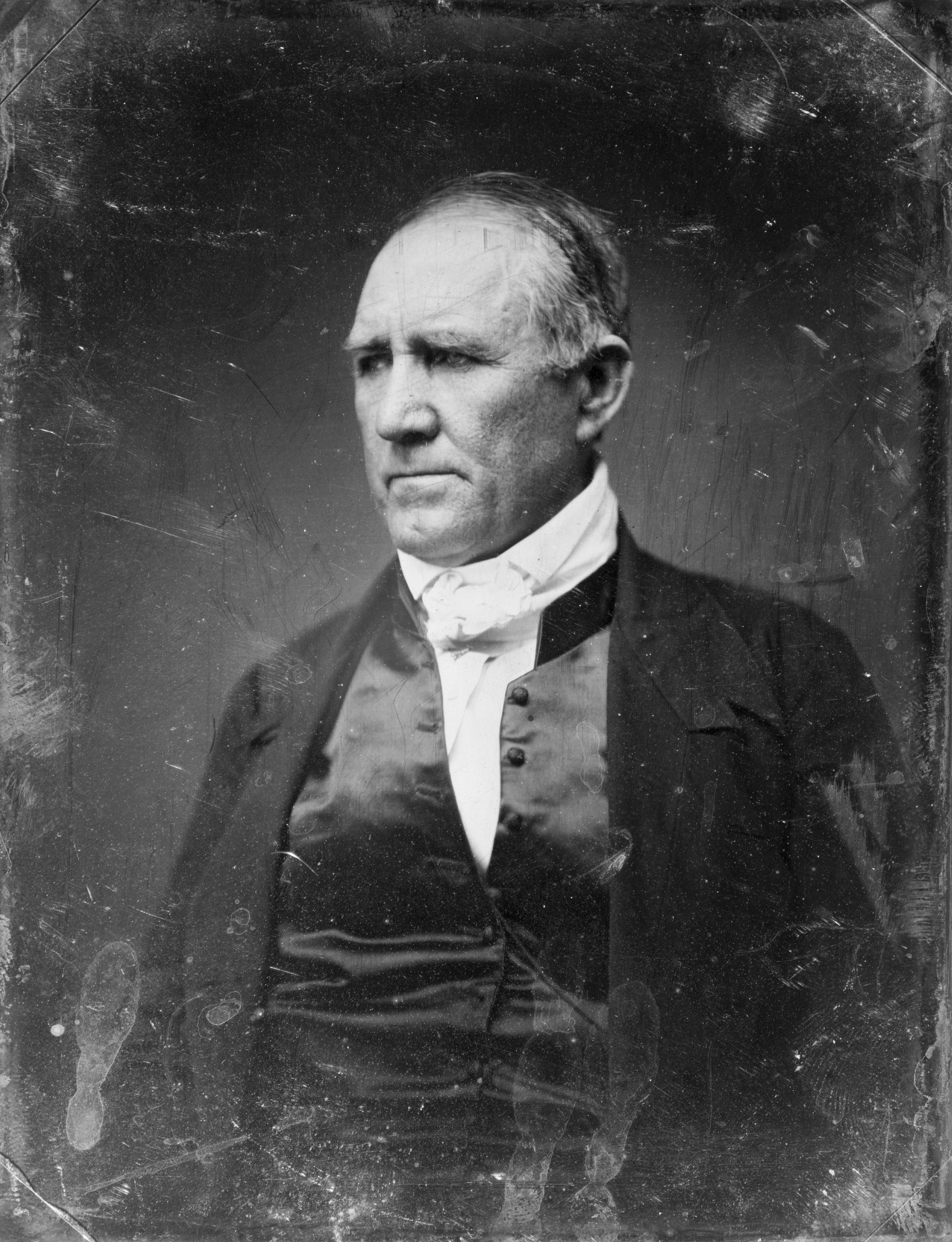
Президент Сэм Хьюстон, поддерживавший вывоз архива

В феврале 1842 года конгресс ушел на каникулы, а уже в следующем месяце на Техас напала мексиканская армия под командованием Рафаэля Васкеса. К 5 марта в Сан-Антонио было расквартировано более 1000 солдат. Несколько дней спустя комитет безопасности Остина рекомендовал ввести военное положение и приказал жителям эвакуироваться. В городе осталось совсем немного людей. Президент Хьюстон вернулся в город, носивший его имя.
Через несколько дней Васкес начал отступление. Президент, вероятно, не зная об этом, приказал военному министру Джорджу Вашингтону Хокли перевезти архивы в Хьюстон. В качестве обоснования, он процитировал часть конституцию Техаса, в которой говорилось, что «офисы президента и министров должны располагаться в доме правительства, если иное не одобрено конгрессом, либо в случаях, когда государственный интересы требуют того, например в случае чрезвычайной ситуации или войны».
Военный командующий Остина, генерал Генри Джонс, собрал граждан, чтобы обсудить приказ Хьюстона. На собрании преобладало мнение, что Остин является безопасным, а отъезд Хьюстона из города создал неуверенность в будущем города и негативно сказался на стоимость недвижимости. 16 марта комитет безопасности принял решение, что перемещение архивов из Остина противоречит законам республики. Комиссией был организован патруль в Бастропе, в задачу которого входил досмотр повозок и изъятие любых найденных правительственных записей. Личный секретарь Сэма Хьюстона Уай. Ди. Миллер писал президенту, что жители Остина «скорее используют свои винтовки для предотвращения вывоза архива, нежели против мексиканцев». Для разрешения конфликтной ситуации, президент созвал специальную сессию конгресса 27 июня 1842 года. Конгресс, однако, решил не предпринимать действий по переносу столицы.

## Конфликт
В сентябре 1842 года генерал Адриан Уолл повёл на Техас ещё одну мексиканскую армию и на некоторое время захватил Сан-Антонио. Хьюстон созвал седьмой конгресс в Вашингтоне-на-Бразосе. Во вступительном слове президент потребовал от конгресса поддержать вывоз архива из Остина, невзирая на протесты «крамольных» граждан города, утверждая, что «в уместности и необходимости данного шага не может быть никаких разумных сомнений». 9 декабря сенатор Грир предложил на рассмотрение конгресса «Билль об обеспечении защиты национальных архивов». При голосовании о приостановке парламентских процедур для скорейшего прохождения билля голоса разделились поровну, а глава сената Эдвард Берлесон, находившийся в оппозиции к Хьюстону отдал решающий голос против принятия закона. 10 декабря Грир представил ещё один билль о перемещении центрального земельного управления, в котором хранился архив. Он оставил пустым место для города, куда должно было переехать управление и, в результате этого, конгресс провёл несколько недель пытаясь решить, куда должен переезжать офис
10 декабря Хьюстон в частном порядке поставил задачу полковнику Томасу Смиту и капитану Элаю Чендлеру перевезти архивы в Вашингтон-на-Бразосе. Хьюстон писал, что «важность перемещения архивов и государственных органов из Остина в нынешней опасной для города ситуации становится всё более и более насущной с каждым днём. Пока документы находятся там, никто не знает в какой час они будут уничтожены». Командирам рекомендовалось придумать предлог, чтобы отправить небольшую группу на борьбу с индейцами, а затем быстро захватить архивы и вывезти их.
30 декабря 1842 года Смит повёл более 20 человек и три повозки в Остин. Люди уже заканчивали погрузку документов в фургоны, когда были замечены Анджелиной Эберли, владелицей трактира неподалёку. Эберли прибежала на Конгресс-Авеню, где находилась небольшая трёхкилограммовая гаубица. Она развернула пушку в сторону офиса земельного управления и выстрелила. Несмотря на то, что выстрел был произведён точно, ни зданию, ни людям внутри него он не причинил большого урона.
Смит и его люди быстро покинули город, направившись на северо-восток, чтобы обогнуть патруль в Бастропе. Их сопровождали два клерка из земельного офиса, взятые для того, чтобы обеспечить безопасность и сохранность записей. Продвижение группы было медленным — ливни сделали дороги практически непроходимыми для и без того медленных волов. Группа прошла 18 миль (29 км), прежде чем остановиться на ночлег в местечке Киннис-Форт, расположенном около ручья Буши-Крик.
Тем временем в Остине капитан Марк Льюис собрал группу людей для вызволения захваченного архива. Некоторые из преследователей пошли пешком, а некоторые не имели при себе оружия. Люди Льюиса добрались до стоянки Смита в середине ночи незамеченными, поскольку Смит решил на ставить часовых на ночь. Утром 31 декабря архивы вернулись в Остин. Неизвестно, привезли ли их обратно люди Смита, либо жители Остина справились с этой задачей самостоятельно.

## Последствия
Палата представителей Техаса сформировала комитет для расследования попытки вывоза архивов. Комитет предостерёг Хьюстона от дальнейших действий по перемещению столицы из Остина без согласия конгресса. Сенатский комитет сообщил о своём несогласии оставить Остин столицей, однако, при отсутствии угроз городу, у Хьюстона не имелось законных аргументов для перемещения архива. В 1843 году сенат проголосовал за билль, который требовал перевоз архива, если будет объявлена война с Мексикой. На этот раз при равенстве голосов Берлесон отдел свой голос в поддержку законопроекта. Палата представителей отвергла закон.
Также сенат издал резолюцию, призывавшую Хьюстона вернуть правительственные учреждения обратно в Остин. Тем не менее правительство и законодатели продолжили работу в Вашингтоне-на-Бразосе. Бывший президент Ламар в марте 1843 года получил письмо о том, что Остин опустел и большинство предприятий были закрыты, но архив оставался на месте.
4 июля 1845 года в Остине собралась конвенция чтобы обсудить присоединение Техаса к США. К тому времени документы, созданные в Вашингтоне-на-Бразосе были перемещены в Остин и, таким образом, архив снова стал единым целым.
В 2004 году в центре Остина была установлена статуя Анджелины Эберли.